# 拖泥带水
拖泥带水，又作和泥合水，中国佛教成语。原旨佛教修行中语言上纠缠不清，后指做事拖沓。
禅宗反对在语言文字上纠缠不休，主张依靠自力去顿悟解脱，一超即入佛地，称为“单刀直入”、“斩钉截铁”如又如相反，不直截了当，喜欢在事相、文字上绕来绕去，不能直探本源的，谓之“拖泥带水”又作“和泥合水”。
后用拖泥带水比喻不爽快，不简洁。

## 体育
拖泥带水，指代皇家马德里一对战术配合实施球员名称。两位球员分别为德国籍中场托尼·克罗斯带球传给西班牙籍后卫塞尔希奥·拉莫斯（绰号“啊水）。